# パケナム (駆逐艦)
パケナム (HMS Pakenham) はイギリス海軍の駆逐艦。P級。

## 艦歴
戦時急造計画の一部として1939年10月2日にヘブバーンのホーソン・レスリー社に発注。1940年2月6日起工。1941年1月28日進水。当初艦名は「オンズロー (Onslow)」であったが、1941年8月に「パケナム」に変更された。嚮導艦用の設備が追加され、1942年2月4日に竣工した。
「パケナム」はインド洋へ向かい、ヴィシー政権側であったマダガスカルのディエゴ・スアレス攻略作戦（アイアンクラッド作戦）に参加した。
続いて地中海艦隊に加わり、ヴィガラス作戦に参加。8月にはペデスタル作戦に参加した。
10月、「パケナム」はドイツ潜水艦「U559」攻撃に関与。放棄された「U559」からは「ペタード」乗員によって暗号帳が回収された。
11月と12月にはマルタへの船団護衛（ストーンエイジ作戦、ポートカリス作戦）に参加。
「パケナム」と駆逐艦「ハースリー」は1943年1月14日にイタリア潜水艦「ナルヴァロ」を、1月16日に「パケナム」と駆逐艦「ジャヴェリン」はイタリアのwater stores carrier「Tanato」を沈めた。また、1月18日から19日または19日から20日の夜には「パケナム」と駆逐艦「ヌビアン」、「ヴァシリッサ・オルガ」はイタリアの小型輸送船「ストロンボリ (Stromboli)」を沈めた。
4月16日2時48分から、「パケナム」と駆逐艦「パラディン」はイタリア水雷艇「チーニョ」、「カシオペア」と交戦。戦闘は「パケナム」は「チーニョ」と、「パラディン」は「カシオペア」と交戦する形となった。「チーニョ」は最初の斉射で命中弾を出し、3.9インチ砲弾1発が「パケナム」の艦尾に命中。後部魚雷発射管が使用不能となった。「チーニョ」は次の斉射でも命中弾を与え、大火災が発生した「パケナム」では後部弾薬のへの注水が行われた。次は「パケナム」が命中弾を出し、「チーニョ」の前部ボイラーを破壊。停止した「チーニョ」は魚雷を発射するが外れ、次いで「パケナム」の雷撃により被雷して分断され、前部はすぐに沈んだ。しかし後部は攻撃を続け、命中弾を出す。この被弾により「パケナム」では機関室に浸水し、主蒸気管が破損し、電力が失われた。一方、「カシオペア」と交戦していた「パラディン」は相手を軽巡洋艦と誤認して退避した。「パケナム」は応急修理をして「カシオペア」と交戦したが2発被弾し、「パラディン」に続いた。その後ボイラー用の水がなくなった「パケナム」は「パラディン」に曳航されたが、夜が明けてイタリア戦闘機が現れると処分命令が出され、「パラディン」の魚雷で沈められた。「パケナム」では9名が戦死した。